# Canchungo
Canchungo est une ville de Guinée-Bissau située dans la région de Cacheu.